# Rai Thistlethwayte
Rai Thistlethwayte (ur. 19 kwietnia 1980 w Sydney) jest australijskim muzykiem (pianistą, gitarzystą, wokalistą) i kompozytorem. Jest głównym wokalistą w australijskim pop-rockowym zespole Thirsty Merc. Solowo występuje pod pseudonimem Sun Rai.

## Dyskografia

### jako Sun Rai
- Pocket Music (EP) (2013)[2]
- Live at Studio Delux (2013)[3]
- Escargot (EP) (2014)